# Myrmarachne cornuta
Myrmarachne cornuta este o specie de păianjeni din genul Myrmarachne, familia Salticidae, descrisă de Badcock, 1918. Conform Catalogue of Life specia Myrmarachne cornuta nu are subspecii cunoscute.